# Kamkil

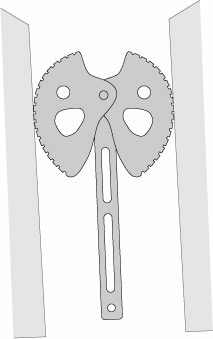
Kamkil placerad i en parallell spricka

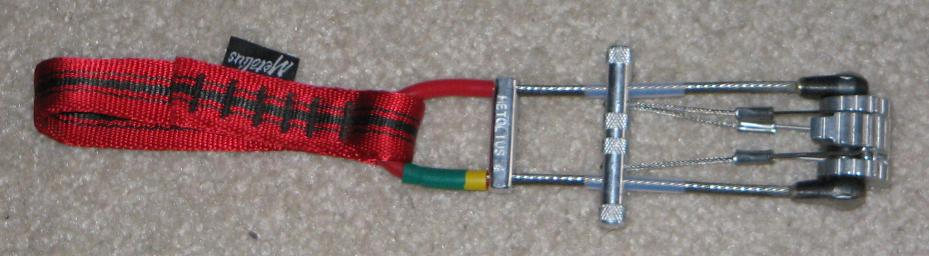
En tre-kamssäkring SLDC tillverkad av Metolius.

Kamkil är en typ av mekanisk säkring som används vid klippklättring. De designades av Ray Jardine i slutet av 1970-talet och består av fjädrande kammar som placeras i sprickor i berget. När de belastas expanderar kammarna. Funktionen bygger på att expansionen i sidled blir större än den i dragriktningen. Kamkilar kallas i dagligt tal även för "Friends" vilket kommer av namnet från den första tillverkaren av kamkilar, Wild Country. De första Kamkilarna började säljas under 1978.  Kamkilar finns i en mängd olika storlekar allt ifrån 6 mm upp till 300mm, de vanligaste storlekarna är dock i intervallet 10-100 mm. En kamkil har ett arbetsintervall på till exempelvis 30-52 mm.